# Rajd Azorów 2018

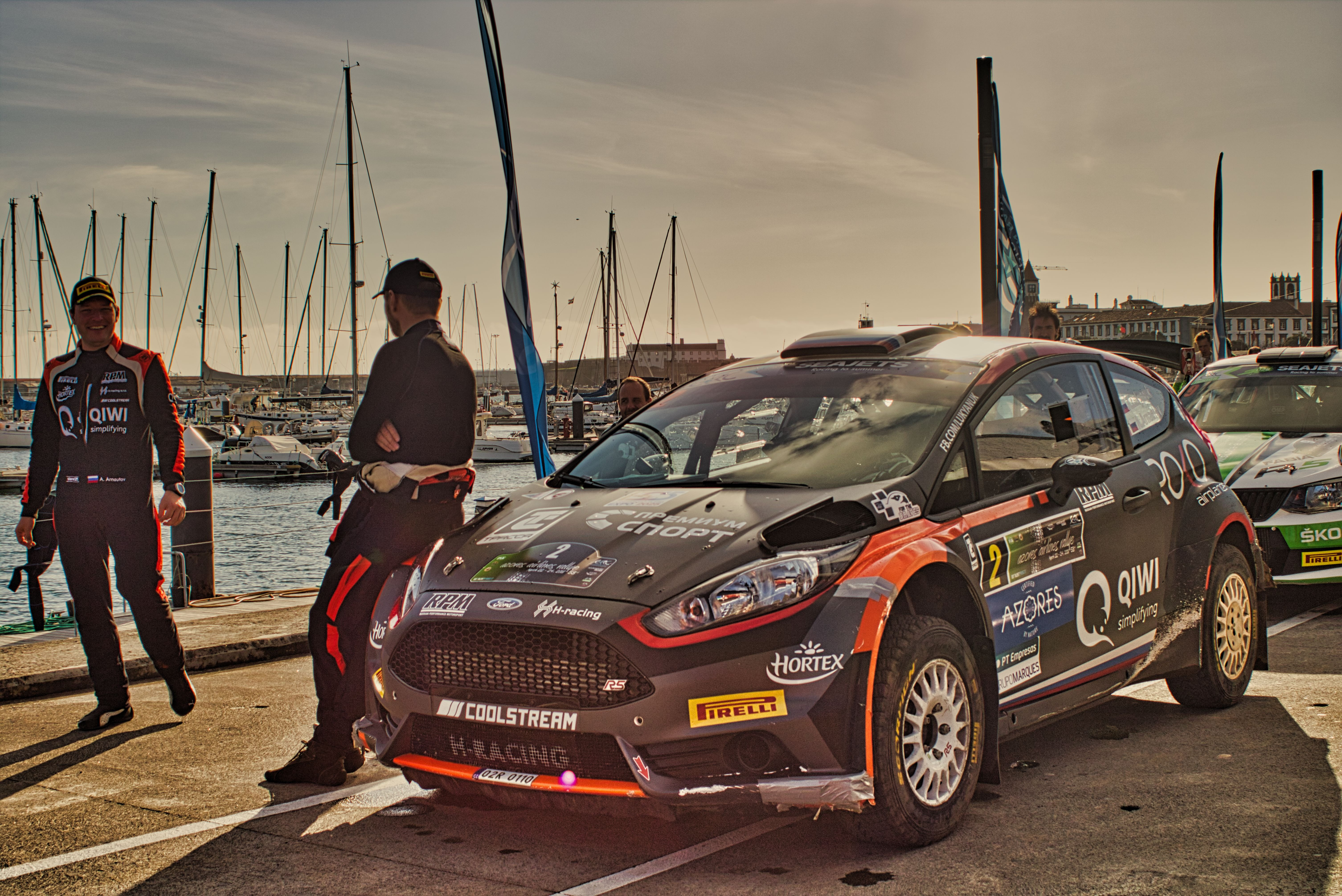
Mistrz Europy 2018, Rosjanin Aleksiej Łukjaniuk podczas Rajdu Azorów 2018

Rajd Azorów 2018 (53. Azores Airlines Rallye) – 53. Rajdu Azorów rozgrywany w Portugalii od 22 do 24 marca 2018 roku. Była to pierwsza runda Rajdowych Mistrzostw Europy w roku 2018. Rajd został rozegrany na nawierzchni szutrowej. Baza imprezy była zlokalizowana na Azorach w miejscowości Ponta Delgada.
Zwycięzcą rajdu został Rosjanin Aleksiej Łukjaniuk, dla którego była to już szósta wygrana w rajdach ERC, pozostałe dwa miejsca zajęli gospodarze Ricardo Moura i Bruno Magalhães. Siódmą lokatę zajął mistrz Polski z roku 2015 Łukasz Habaj. Kolejny polski zawodnik Tomasz Kasperczyk zajął trzydziestą trzecią pozycję, a Hubert Ptaszek czterdziestą ósmą. Ptaszkowi udało się wygrać dwunasty odcinek specjalny, pierwszy w tej randze zawodów.

## Lista startowa[3]
Poniższa lista startowa obejmuje tylko zawodników startujących i zgłoszonych do rywalizacji w kategorii ERC w najwyższej klasie RC2, samochodami najwyższej klasy mogącymi startować w rajdach ERC – R5.
| Nr. | Zespół                                | Kierowca                   | Pilot                  | Samochód        |
| --- | ------------------------------------- | -------------------------- | ---------------------- | --------------- |
| 1   | Bruno Magalhães                       | Bruno Magalhães            | Hugo Magalhães         | Škoda Fabia R5  |
| 2   | Russian Performance Motorsport        | Aleksiej Łukjaniuk         | Aleksiej Arnautow      | Ford Fiesta R5  |
| 3   | Peugeot Team Romo                     | Marijan Griebel            | Stefan Kopczyk         | Peugeot 208 T16 |
| 4   | Rallytechnology                       | Łukasz Habaj               | Daniel Dymurski        | Ford Fiesta R5  |
| 5   | BRR Baumschlager Rallye & Racing Team | Albert von Thurn und Taxis | Bjorn Degandt          | Škoda Fabia R5  |
| 6   | Team Hyundai Portugal                 | Carlos Vieira              | Jorge Eduardo Carvalho | Hyundai i20 R5  |
| 7   | Ricardo Moura                         | Ricardo Moura              | António Costa          | Ford Fiesta R5  |
| 8   | BRC Racing Team                       | Pierre-Louis Loubet        | Vincent Landais        | Hyundai i20 R5  |
| 9   | Škoda Auto Deutschland                | Fabian Kreim               | Frank Christian        | Škoda Fabia R5  |
| 10  | Peugeot Rally Academy                 | Laurent Pellier            | Geoffrey Combe         | Peugeot 208 T16 |
| 11  | Toksport WRT                          | Chris Ingram               | Ross Whittock          | Škoda Fabia R5  |
| 12  | Martin Koči                           | Martin Koči                | Filip Schovánek        | Škoda Fabia R5  |
| 14  | Palmeirinha Rally                     | Paulo Nobre                | Gabriel Morales        | Škoda Fabia R5  |
| 15  | Frank Tore Larsen                     | Frank Tore Larsen          | Torstein Eriksen       | Ford Fiesta R5  |
| 16  | Hubert Ptaszek                        | Hubert Ptaszek             | Maciej Szczepaniak     | Škoda Fabia R5  |
| 17  | Fredrik Åhlin                         | Fredrik Åhlin              | Joakim Sjöberg         | Škoda Fabia R5  |
| 18  | Rhys Yates                            | Rhys Yates                 | Elliott Edmondson      | Škoda Fabia R5  |
| 19  | Tamara Molinaro                       | Tamara Molinaro            | Martijn Wydaeghe       | Ford Fiesta R5  |
| 20  | Luís Rego Jr.                         | Luís Rego Jr.              | Jorge Henriques        | Ford Fiesta R5  |
| 21  | Tomasz Kasperczyk                     | Tomasz Kasperczyk          | Damian Syty            | Ford Fiesta R5  |
| 22  | Hermann Neubauer                      | Hermann Neubauer           | Bernhard Ettel         | Ford Fiesta R5  |
| 23  | Sysinfo Rallye Team                   | Dávid Botka                | Márk Mesterházi        | Škoda Fabia R5  |
| 24  | Norbert Herczig                       | Norbert Herczig            | Ramón Ferencz          | Škoda Fabia R5  |
| 25  | Jarosław Kołtun                       | Jarosław Kołtun            | Ireneusz Pleskot       | Ford Fiesta R5  |
| 26  | Giacomo Costenaro                     | Giacomo Costenaro          | Justin Bardini         | Peugeot 208 T16 |
| 27  | Aloísio Monteiro                      | Aloísio Monteiro           | André Couceiro         | Škoda Fabia R5  |
| 28  | Toksport                              | Orhan Avcioglu             | Burcin Korkmaz         | Škoda Fabia R5  |
| 29  | Ricardo Teodósio                      | Ricardo Teodósio           | José Teixeira          | Škoda Fabia R5  |
| 30  | José Pedro Fontes                     | José Pedro Fontes          | Paulo Babo             | Citroën DS3 R5  |
| 31  | Bernardo Sousa                        | Bernardo Sousa             | Valter Cardoso         | Citroën DS3 R5  |
| 32  | Joaquim Alves                         | Joaquim Alves              | Sancho Eiró            | Ford Fiesta R5  |
| 33  | Diogo Salvi                           | Diogo Salvi                | Daniel Amaral          | Škoda Fabia R5  |
| 34  | Manuel Castro                         | Manuel Castro              | Mário Castro           | Hyundai i20 R5  |

## Zwycięzcy odcinków specjalnych[4]
| Dzień  | Numer odcinka | Nazwa odcinka          | Długość  | Zwycięzca odcinka  | Samochód       | Czas    | Lider rajdu        |
| ------ | ------------- | ---------------------- | -------- | ------------------ | -------------- | ------- | ------------------ |
| 22.III | OS1           | Lagoa Stage            | 2,14 km  | Dávid Botka        | Škoda Fabia R5 | 1:33,9  | Dávid Botka        |
| 22.III | OS2           | Vila Franca São Brás 1 | 17,08 km | Aleksiej Łukjaniuk | Ford Fiesta R5 | 12:51,8 | Aleksiej Łukjaniuk |
| 22.III | OS3           | Grupo Marques 1        | 3,95 km  | Fredrik Åhlin      | Škoda Fabia R5 | 3:25,6  | Aleksiej Łukjaniuk |
| 23.III | OS4           | Pico da Pedra Golfe 1  | 7,02 km  | Ricardo Moura      | Škoda Fabia R5 | 4:26,8  | Aleksiej Łukjaniuk |
| 23.III | OS5           | Feteiras MEO 1         | 7,46 km  | Aleksiej Łukjaniuk | Ford Fiesta R5 | 5:32,7  | Aleksiej Łukjaniuk |
| 23.III | OS6           | Sete Cidades 1         | 23,87 km | Aleksiej Łukjaniuk | Ford Fiesta R5 | 17:06,6 | Aleksiej Łukjaniuk |
| 23.III | OS7           | Pico da Pedra Golfe 2  | 7,02 km  | Aleksiej Łukjaniuk | Ford Fiesta R5 | 4:22,7  | Aleksiej Łukjaniuk |
| 23.III | OS8           | Feteiras MEO 2         | 7,46 km  | Bruno Magalhães    | Škoda Fabia R5 | 5:26,5  | Aleksiej Łukjaniuk |
| 23.III | OS9           | Sete Cidades 2         | 23,87 km | Bruno Magalhães    | Škoda Fabia R5 | 16:35,8 | Aleksiej Łukjaniuk |
| 24.III | OS10          | Graminhais 1           | 21,28 km | Aleksiej Łukjaniuk | Ford Fiesta R5 | 14:55,1 | Aleksiej Łukjaniuk |
| 24.III | OS11          | Tronqueira 1           | 21,99 km | Aleksiej Łukjaniuk | Ford Fiesta R5 | 18:00,2 | Aleksiej Łukjaniuk |
| 24.III | OS12          | Grupo Marques 2        | 3,95 km  | Hubert Ptaszek     | Škoda Fabia R5 | 3:25,7  | Aleksiej Łukjaniuk |
| 24.III | OS13          | Vila Franca São Brás 2 | 17,08 km | Fabian Kreim       | Škoda Fabia R5 | 12:48,0 | Aleksiej Łukjaniuk |
| 24.III | OS14          | Graminhais 2           | 21,28 km | Bruno Magalhães    | Škoda Fabia R5 | 14:40,9 | Aleksiej Łukjaniuk |
| 24.III | OS15          | Tronqueira 2           | 21,99 km | Bruno Magalhães    | Škoda Fabia R5 | 17:36,6 | Aleksiej Łukjaniuk |

## Wyniki końcowe rajdu[5]
| Miejsce | Kierowca            | Pilot             | Samochód       | Czas      | Strata   | Pkt ERC |
| ------- | ------------------- | ----------------- | -------------- | --------- | -------- | ------- |
| 1       | Aleksiej Łukjaniuk  | Aleksiej Arnautov | Ford Fiesta R5 | 2:33:51,7 | –        | 25+12   |
| 2       | Ricardo Moura       | António Costa     | Škoda Fabia R5 | 2:34:08,1 | +16,4    | 18+12   |
| 3       | Bruno Magalhães     | Hugo Magalhães    | Škoda Fabia R5 | 2:34:17,4 | +25,7    | 15+12   |
| 4       | Chris Ingram        | Ross Whittock     | Škoda Fabia R5 | 2:35:15,9 | +1:24,2  | 12+6    |
| 5.      | Fredrik Åhlin       | Joakim Sjöberg    | Škoda Fabia R5 | 2:36:24,8 | +2:33,1  | 10+2    |
| 6.      | Norbert Herczig     | Ramón Ferencz     | Škoda Fabia R5 | 2:37:54,6 | +4:02,9  | 8+4     |
| 7.      | Łukasz Habaj        | Daniel Dymurski   | Ford Fiesta R5 | 2:38:03,9 | +4:12,2  | 6       |
| 8.      | Rhys Yates          | Elliott Edmondson | Škoda Fabia R5 | 2:38:07,4 | +4:15,7  | 4       |
| 9.      | Ricardo Teodósio    | José Teixeira     | Škoda Fabia R5 | 2:38:34,7 | +4:43,0  | 2       |
| 10.     | José Pedro Fontes   | Paulo Babo        | Citroën DS3 R5 | 2:38:52,9 | +5:01,2  | 1       |
| ...     | ...                 | ...               | ...            | ...       | ...      | ...     |
| 12.     | Fabian Kreim        | Frank Christian   | Škoda Fabia R5 | 2:38:59,2 | +5:07,5  | 0+1     |
| 45.     | Pierre-Louis Loubet | Vincent Landais   | Hyundai i20 R5 | 3:24:51,4 | +50:59,7 | 0+3     |

## Wyniki po 1. rundzie
Kierowcy
| Msc. | Kierowca           | Punkty |
| ---- | ------------------ | ------ |
| 1    | Aleksiej Łukjaniuk | 37     |
| 2    | Ricardo Moura      | 30     |
| 3    | Bruno Magalhães    | 27     |
| 4    | Chris Ingram       | 18     |
| 5    | Fredrik Åhlin      | 12     |